# Voering (kleding)

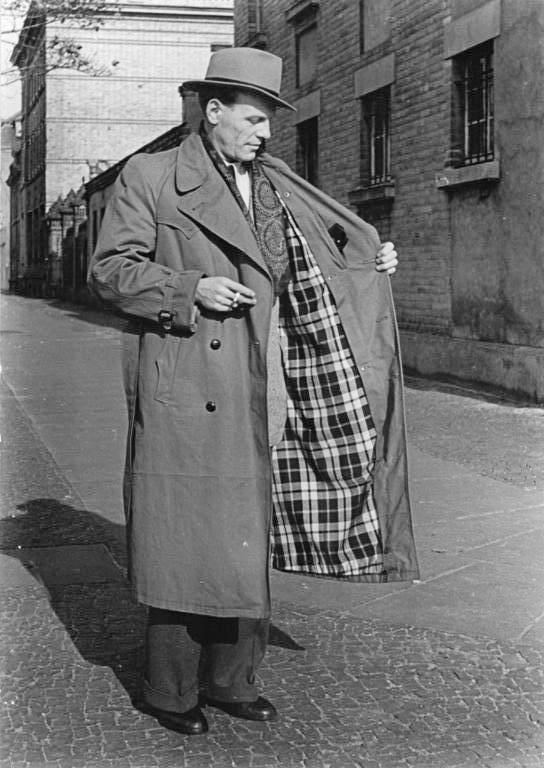
Jas met een voering met ruitpatroon

Een voering is de binnenste laag stof van een voorwerp. Een voering kan worden gebruikt in een kledingstuk, maar ook een hoed, koffers, gordijnen of handtassen kunnen van voering zijn voorzien.
Het doel van een voering is een mooie binnenkant te bereiken en daarmee eventueel naden en andere details van de afwerking te verbergen. Maar een voering voorkomt ook vlekken vanuit het lichaam, en zorgt ervoor dat het kledingstuk beter valt. Bij een erg dunne doorschijnende stof voorkomt de voering dat het lichaam gezien kan worden. Een gladde voering van een mantel zorgt ervoor dat deze makkelijker over de andere kleding kan worden aangetrokken. Bovendien is een gevoerde jas warmer in de winter.
Bij mantels wordt over het algemeen het gehele kledingstuk gevoerd. Bij japonnen worden de mouwen vaak niet gevoerd. Bij dunne pantalons wordt een korte voering gebruikt, die net onder de knie eindigt. Soms wordt de voering aan de zoom vastgemaakt, maar soms hangt de voering los en heeft deze een eigen zoom.

## Kleur en materiaal
Voeringen worden traditioneel gemaakt van effen kleuren, die goed passen bij de hoofdkleur van het kledingstof, maar ook worden wel voeringen met patronen of contrasterende kleuren gebruikt. Ontwerpster Madeleine Vionnet introduceerde het ensemble waarbij de jas werd gevoerd met dezelfde stof als voor de bijbehorende jurk.
Voering wordt vaak gemaakt van dunne, gladde, synthetische stoffen zoals satijn, taft of viscose. Ook polyester wordt wel gebruikt, maar dat is minder prettig omdat het geen vocht opneemt. Een warmere voering is van dik katoen. Nog warmere voering wordt gemaakt van een gewatteerde stof, dons, of zelfs van bont. Zakken worden gevoerd met een stevige stof, zoals een dikke katoen.

## Patroontekenen
Bij het tekenen van een patroon voor een voering wordt uitgegaan van het patroon van de buitenkant van het kledingstuk, maar er moet rekening gehouden met de aanwezigheid van eventueel beleg. Bovendien vervalt de zoomtoeslag en worden figuurnaden vereenvoudigd, bijvoorbeeld verlegd naar de rug van het kledingstuk.

## Naaien
Bij het naaien wordt een dunne voering even groot uitgevoerd als de stof aan de buitenzijde. Bovendien moet rekening gehouden worden met omslagen van de buitenstof. De naden van de voering zitten uiteraard aan de kant van de buitenstof. Omdat voeringsstof vaak erg dun is, wordt er met een dunnere naald van de naaimachine gestikt.